# Узуновский сельский округ
Узуновский сельский округ — упразднённая административно-территориальная единица, существовавшая на территории Серебряно-Прудского района Московской области в 1994—2006 годах.
Узуновский сельсовет был образован в первые годы советской власти. К началу 1929 года он входил в состав Серебряно-Прудского района Тульской губернии.
В 1929 году Узуновский с/с был отнесён к Серебряно-Прудскому району Тульского округа Московской области.
26 сентября 1937 года Серебряно-Прудский район был передан в Тульскую область, но 20 декабря 1942 года возвращён в Московскую область.
28 декабря 1951 года из Узуновского с/с в Мягковский сельсовет было передано селение Ильино.
9 июля 1952 года из Беззубовского с/с в Узуновский было передано селение Васильевское.
14 июня 1954 года к Узуновскому с/с был присоединён Есиповский с/с.
20 августа 1960 года к Узуновскому с/с были присоединены селения Беляево, Глубокое, Никольское и Петровские Выселки упразднённого Глубоковского с/с. Одновременно из Косяевского с/с в Узуновский были переданы селения Беззубово, Должиково и Косяево, а из Серебряно-Прудского с/с — селения Ильино, Мягкое и посёлок Мягковского опорного пункта Московской селекционной станции.
1 февраля 1963 года Серебряно-Прудский район был упразднён и Узуновский с/с вошёл в Ступинский сельский район. 11 января 1965 года Узуновский с/с был возвращён в восстановленный Серебряно-Прудский район.
23 декабря 1976 года из Узуновского с/с в восстановленный Глубоковский с/с были переданы селения Беляево, Бокша, Глубокое, Есипово, Никольское, Петровские Выселки и Толстые. Тогда же из Малынского с/с в Узуновский были переданы селения Коровино, Крытово, Малынь, Накаплово и Тютьково.
3 февраля 1994 года Узуновский с/с был преобразован в Узуновский сельский округ.
10 января 2002 года в Узуновском с/о к селу Мягкое был присоединён посёлок отделения Мягкое-1, а к селу Узуново — посёлок Московской селекционной станции.
9 июля 2004 года к Узуновскому с/о были присоединены Глубоковский сельский округ и Крутовский сельский округ.
В ходе муниципальной реформы 2004—2005 годов Узуновский сельский округ прекратил своё существование как муниципальная единица. При этом все его населённые пункты были переданы в сельское поселение Узуновское.
29 ноября 2006 года Узуновский сельский округ исключён из учётных данных административно-территориальных и территориальных единиц Московской области.